# تازه‌کند (اوجان شرقی)
تازه‌کند یکی از روستاهای استان آذربایجان شرقی است که در دهستان اوجان شرقی بخش تیکمه‌داش شهرستان بستان‌آباد واقع شده‌است. این روستا ۱۶۸ نفر جمعیت دارد.

مساحت روستا 175 هکتار و طبق سرشماری 1390 تعداد اهالی روستا حدود 168 نفر می‌باشد .
موقعیت ماهواره ای روستا 46.84 latitude 37.73 longtude می‌باشد .
نام قبلی روستا امین اباد اوجان بوده ولی بعد از انقلاب 57 به تازه کند اوجان تغییر یافته‌است.

## موقعیت جغرافیایی
این روستا مابین بستان‌آباد و تیکمه‌داش قرار دارد. پس از سه‌راهی ۶۶ (آلتمیش آلتی) و همجوار با روستاهای قره‌بابا، گل‌قاسم آتاجان، خشندرق و شیروانده قرار دارد.